# Sergio Embrioni
Sergio Embrioni (Mendoza, Argentina, 16 de septiembre de 1960 - El Challao, 17 de febrero de 2011) fue un músico, guitarrista y compositor argentino originario de la provincia de Mendoza.

## Biografía
Embrioni había integrado la primera formación de Los Enanitos Verdes en el periodo 1984/1985; participando en el primer álbum homónimo del grupo en 1984 como guitarrista rítmico y luego pasó a formar parte de Alcohol Etílico, otra famosa banda de rock de Mendoza hacía 1985, de cual se alejaría tiempo después.

### Circuito musical local
Siguió en el mundo de la música preparando eventos, festivales locales, e incluso en 2006 musicalizó en clave rock, el Canto a Mendoza para la cortina de entrada de la Fiesta Nacional de la Vendimia bajo la dirección de Walter Neira. 

## Muerte
Embrioni se suicidó 17 de febrero de 2011 por causas que aún se desconocen. Con 50 años, tenía tres hijos.